# Хліба та видовищ

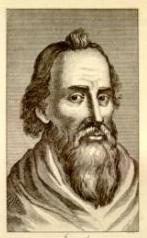
Ювенал

Хлі́ба та видо́вищ (лат. panem et circenses) — вираз, вжитий Ювеналом у його Х сатирі для опису сучасних йому прагнень римського народу, протиставляючи ці прагнення героїчному минулому:
| Латиною | Українською |
| --- | --- |
| iam pridem, ex quo suffragia nulli uendimus, effudit curas; nam qui dabat olim imperium, fasces, legiones, omnia, nunc se, continet atque duas tantum res anxius optat, panem et circenses. … | Цей народ вже давно, відколи свої голоси продали, Про всю службу забув; і імперію, що колись Усе роздавала, легіони, і владу, і лікторів зв'язки, Заціпенілий тепер і про двоє речей лиш стурбовано мріє: Хліба та видовищ! … |

Вираз вживали для опису політики державних діячів, які, підкуповуючи плебеїв роздачами грошей і продуктів, а також цирковими виставами, захоплювали і утримували владу в стародавньому Римі. Практика субсидування цін на продукти була введена «хлібним законом» ще в 123 році до н. е.
Вираз також вживають для негативного опису підкупу виборців та популізму у сучасній політиці.

## У літературі
- «Хліба і видовищ» — заголовок роману О. К. Шеллера-Михайлова (1876)